# Eriocnemis nigrivestis
El zamarrito pechinegro, calzadito pechinegro  o colibrí pantalón de pecho negro (Eriocnemis nigrivestis), es una especie de ave apodiforme de la familia Trochilidae (los colibríes) perteneciente al género Eriocnemis. Es endémica de Ecuador, encontrándose únicamente en los bosques temperados de la cara occidental del volcán Pichincha y el sector del Atacazo.

## Distribución y hábitat
Se encuentra únicamente en el noroeste de Ecuador, principalmente en la cumbre noroeste del volcán Pichincha y posiblemente en el volcán Atacazo (en la provincia de Pichincha); en 2006 fue redescubierta una pequeña población en la cordillera de Toisán arriba del valle de Intag, en Esmeraldas e Imbabura.
Confinada en los picos de las cadenas montañosas alrededor de Quito, el zamarrito pechinegro parece depender de cierto tipo de hábitat encontrado exclusivamente en los picos planos de estas montañas que bordean el páramo, caracterizado por vegetación más corta y densa que en áreas vecinas; típicamente consistente de bosque nuboso enano, con un dosel de estatura promedio 8 a 10 m con un denso sotobosque con abundancia de ericáceas y epífitas, el bosque siendo interrumpido por claros con pastizales y crecimientos secundarios con zarzas (Rubus). Ocurre en la zona templada, registrado entre 2400 a 4600 m de altitud, pero más numeroso entre 2745 y 3050 m.

## Descripción
Esta especie alcanza entre los 8 y 9 cm de longitud, y presenta cierto dimorfismo sexual: el macho exhibe una notoria coloración negra en el pecho, al contrario de la hembra. Una característica llamativa de esta especie (y en general del género Eriocnemis) es la presencia de zamarros. Los zamarros son un par de abundante plumón blanco en los muslos del colibrí, presente en ambos sexos. No presenta vocalizaciones características, en general es silencioso. Sin embargo, en ocasiones puede emitir un monótono y metálico «tsit tsit tsit» cuando alza vuelo.

## Comportamiento

### Reproducción
En época de reproducción, la tarea del macho se restringirá únicamente a cortejar y fecundar a la hembra, no hay monogamia. El cortejo consta de pequeños vuelos del macho frente a la hembra. Los machos pueden copular con varias hembras. La construcción del nido, el empolle de los huevos y el cuidado de las crías es responsabilidad única de la hembra. El nido está construido a base de musgo y fibras vegetales, e incluso pelaje de animales y plumas.
Se han encontrado nidos con telas de arañas y otros materiales pegajosos,  cualidad que permite que el nido se estire incluso el doble de su tamaño original una vez que los polluelos estén creciendo. Normalmente los nidos suelen encontrarse en ramas bajas y horizontales.
La hembra incuba sola dos huevos blancos. Los recién nacidos son ciegos e inmóviles. La hembra los alimenta regurgitando en su mayoría insectos, ya que el néctar no es suficiente fuente de proteína, necesaria para el desarrollo de los pequeños.
Se cree que una hembra con crías puede atrapar hasta 2000 insectos por día.  Los polluelos abandonan el nido a los veinte días del nacimiento. Desde abril hasta septiembre suele quedarse entre los 2850 y 3500 m de altitud. Durante la época de apareamiento (noviembre a febrero), no suelen bajar los 3100 metros.

### Alimentación
La presente especie responde a patrones de floración por estacionalidad, siendo su principal fuente de alimento floraciones de la familia Ericaceae con corolas con orientación colgante como la Macleania macrantha de corola naranja o la Thibaudia floribunda de corola blanca y roja, entre otras, o floraciones del género Fuchsia. Aunque su principal alimento es el néctar, también complementa su dieta ingiriendo insectos. En áreas que contengan alta cantidad de flores, el colibrí defenderá el territorio, al espantar a otros colibrís intrusos. 

## Estado de conservación
Por su restringida distribución geográfica, el zamarrito pechinegro estuvo catalogado «bajo crítico peligro de extinción». El futuro de esta ave depende de la conservación de áreas claves como es la reserva Yanacocha–Verdecocha, unos de los últimos remanentes protegidos de bosque temperado andino occidental al volcán Pichincha.
A pesar de su rango extremadamente limitante, se cree que en la actualidad su rango no supera los 68 km², una de las principales amenazas para esta ave fue la construcción del Oleoducto de Crudos Pesados (OCP), cuya ruta se interpone precisamente por uno de los últimos remanentes de bosque.[cita requerida]
En re-evalución en 2020 el zamarrito pechinegro fue calificado como «amenazado de extinción» por la Unión Internacional para la Conservación de la Naturaleza (IUCN) debido a su pequeña zona de distribución, donde es conocido con certeza en apenas dos localidades y a su reducida población, estimada en 100 a 150individuos maduros  que se presume en decadencia como resutado de la degradación de su hábitat.

### Respuesta ecológica
La respuesta de E. nigrivestis a variables de microhábitat y de paisaje es extremadamente sensible. Se cree que se encuentra en desventaja competitiva por el mismo nicho ecológico con otras especies de colibríes, específicamente, con Heliangelus strophianus, aunque se requieren más estudios sobre el tema.
Estudios sobre el efecto de borde sugieren que el zamarrito pechinegro puede estar expuesta a estrés, y que por lo tanto, suele evitar moverse hacia estos hábitats modificados. Se cree que observaciones del ave en bordes de bosque corresponden a individuos que están utilizando hábitats sub-óptimos, ya que se ha probado que la fragmentación de bosque promueve la extinción local de especies, así como la modificación en la composición de comunidades de aves, especialmente las sensibles, como E. nigrivestis.
Por otro lado, la variabilidad dentro de un microhábitat, que no corresponda a efecto de borde, no parece afectar al zamarrito pechinegro. Estudios previos sobre la especificidad de forrajeo sugieren que  E. nigrivestis no reacciona frente a modulaciones en el microhábitat. Por lo tanto, se ha concluido que sus costumbres alimenticias son generalistas y no depende de floraciones altamente específicas. 

### Acciones de conservación
Para el establecimiento de condiciones de conservación del zamarrito pechinegro, se ha encontrado de gran utilidad el entendimiento del uso de parches de bosque. La conservación de fragmentos de bosque que permitan el flujo de individuos por estacionalidades beneficiaría al colibrí, para lo que se necesita conocer más sobre la extensión mínima de vegetación para la subsistencia de esta especie, así como la identificación de corredores que permitan el planteo de nuevas reservas, especializadas para la conservación de la especie.
El 23 de junio de 2005, el Municipio de la ciudad de Quito adoptó a esta especie de colibrí como emblema de la ciudad.

## Sistemática

### Descripción original
La especie E. nigrivestis fue descrita por primera vez por los ornitólogos franceses Jules Bourcier & Étienne Mulsant en 1852 bajo el nombre científico Trochilus nigrivestis; su localidad tipo es: «Tumbaco, Ecuador».

### Etimología
El nombre genérico femenino «Eriocnemis» es una combinación de las palabras del griego «erion» que significa ‘lana’, y «knēmis» que significa ‘bota’; y el nombre de la especie «nigrivestis», se compone de las palabras del latín «niger» que significa ‘negro’, y «vestis» que significa ‘vestimenta’.

### Taxonomía
La forma descrita Eriocnemis söderstromi Butler, 1926,  podría ser una hembra o forma aberrante de Eriocnemis godini o un híbrido entre la presente especie  y Eriocnemis luciani. Es monotípica.